# Pfarrkirche Wald im Pinzgau

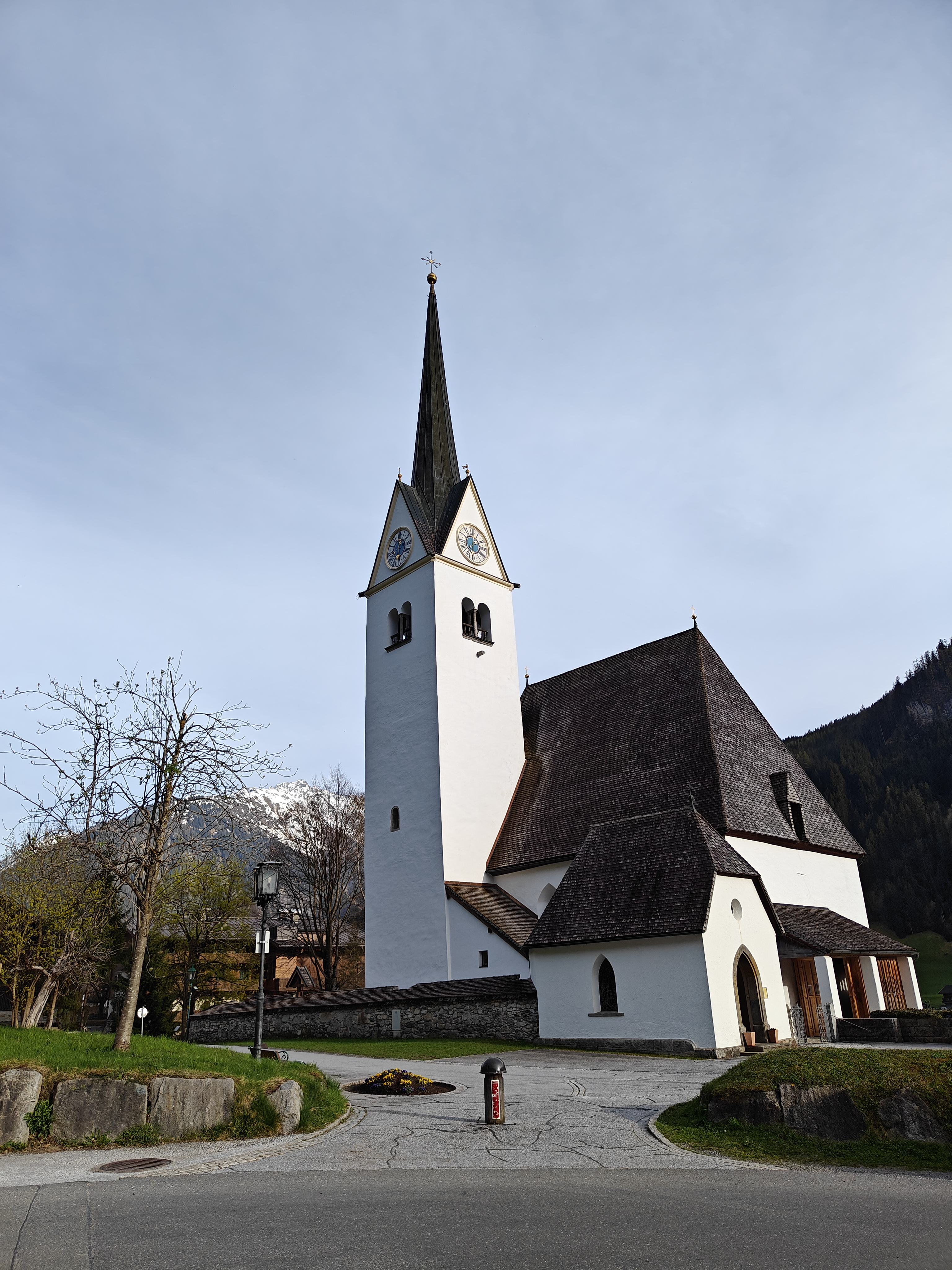
Katholische Pfarrkirche St. Nikolaus in Wald im Pinzgau

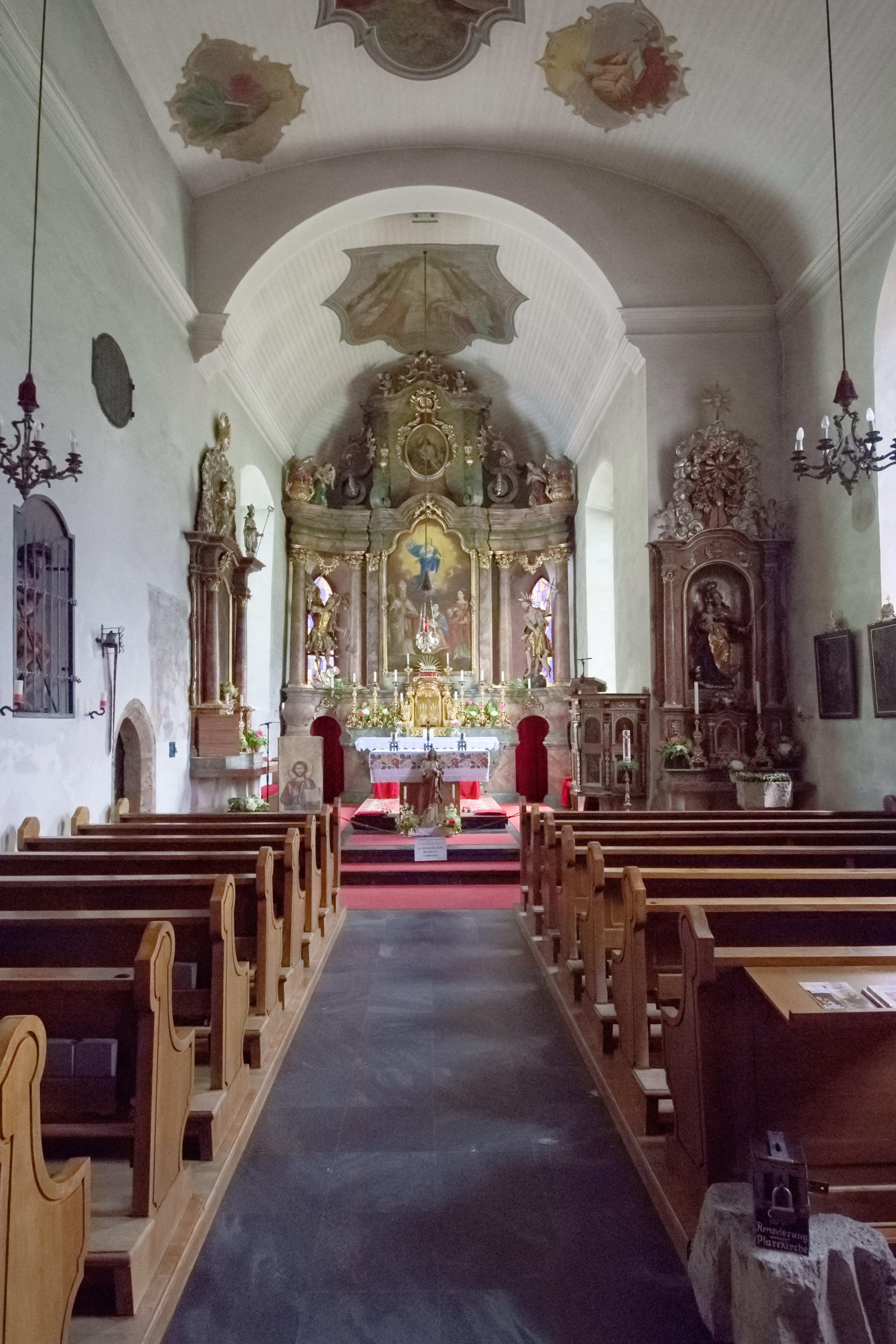
Blick zum Chor

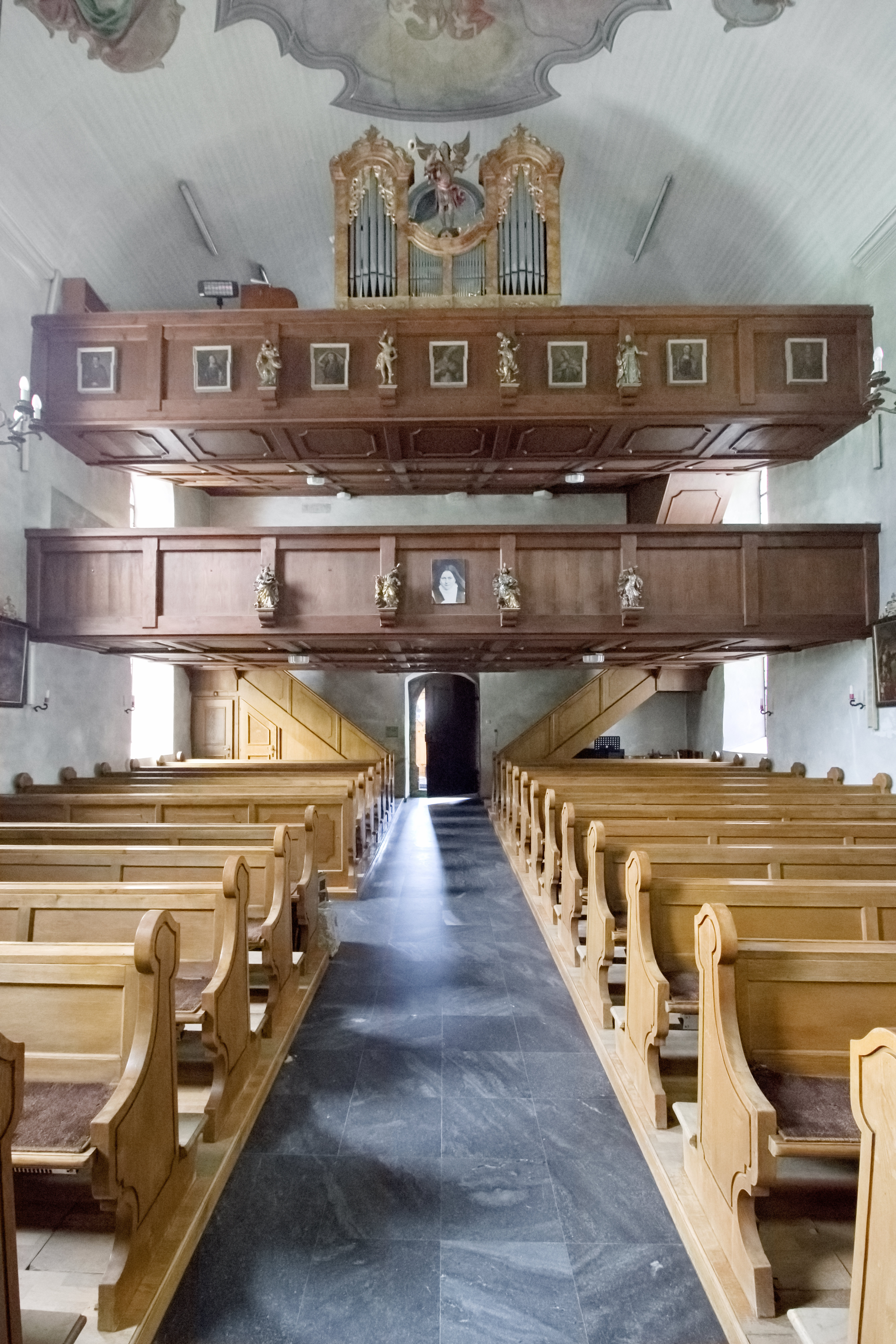
Blick zur Empore

Die römisch-katholische Pfarrkirche Wald im Pinzgau steht westlich des Dorfes der Gemeinde Wald im Pinzgau im Bezirk Zell am See im Land Salzburg. Die dem Patrozinium des Heiligen Nikolaus von Myra unterstellte Pfarrkirche gehört zum Dekanat Stuhlfelden in der Erzdiözese Salzburg. Die Kirche und der Friedhof stehen unter Denkmalschutz (Listeneintrag).

## Geschichte
Urkundlich wurde 1395 eine Kirche genannt. Nach einem Blitzschlag um 1751/1753 wurde das gotische Gewölbe entfernt, die Inneneinrichtung wurde barockisiert. Die Pfarre wurde 1891 gegründet. 1968 war eine Restaurierung.

## Architektur
Der gotische Kirchenbau mit einem Nordturm ist von einem Friedhof umgeben.
Das Kirchenäußere zeigt ein schlichtes Langhaus unter einem steilen geschindelten Walmdach. Der ungegliederte Nordturm hat rundbogige gekuppelte Schallfenster und trägt einen Spitzgiebelhelm. Der eingezogene Chor mit einem polygonalen Schluss hat einen Sockel aus Tuffstein. Zwischen Langhaus und Turm steht ein Anbau mit einem Pultdach. Die Kirche hat im Westen und Süden gotische gekehlte spitzbogige Portale.
Das Kircheninnere zeigt ein ungegliedertes tonnengewölbtes Langhaus mit spitzbogigen Fenstern, im Norden springt der Turm ein, bei der Turmwand befindet sich ein abgefastes spitzbogiges Sakristeiportal. Die Westempore ist zweigeschoßig. Das Turmerdgeschoß hat ein gotisches Kreuzgewölbe. Der Chor ist um zwei Stufen erhöht und hat ein flaches Tonnengewölbe. Im Norden des Chores setzt sich die Turmwand fort und springt im Süden ein. Die seitlichen Fenster im Chor wurden 1836 ausgebrochen, sie sind rundbogig und im Schluss spitzbogig.

## Ausstattung
Die Wandmalereien aus dem Ende des 16. Jahrhunderts, an der nördlichen Langhauswand Kaiser Heinrich II. und Papst Sixtus II., an der südlichen Langhauswand Fragmente der Martins- und Nikolauslegende, wurden 1968 aufgedeckt.
Die Deckenfresken schuf Josef Rattensperger 1836, sie zeigen Szenen aus der Nikolauslegende, die Vier Kirchenväter, die Vier Evangelisten, im Chor Kaiser Heinrich II. und Papst Sixtus vor dem Allerheiligsten.

## Einrichtung
Der Hochaltar ist eine Tischlerarbeit von Georg Häusl 1753. Auf dem barocken Altarbild ist eine Immaculata mit den Heiligen Nikolaus von Myra, Maria Magdalena und Katharina von Alexandrien dargestellt. Das vom Maler Georg Kreuzer 1753 geschaffene Bild wurde 1839 von Josef Rattensperger übermalt.
Die Orgel baute Bartholomäus Unterberger 1836, ein Umbau und eine Erweiterung erfolgte durch Dreher und Reinisch 1958.